# Souverein besluit
Een souverein besluit was een besluit genomen door het staatshoofd onder het Soeverein Vorstendom der Verenigde Nederlanden, de latere koning Willem I. 

## Geschiedenis
Op 21 november 1813 ontstond het Soeverein Vorstendom der Verenigde Nederlanden met als staatshoofd de souverein vorst, Willem I der Nederlanden. Op 16 maart 1815 werd het vorstendom omgezet in het Koninkrijk der Nederlanden, waarna vergelijkbare besluiten van het staatshoofd een koninklijk besluit genoemd werden.

## Voorbeelden
Voorbeelden van souvereine besluiten zijn (in dat geval met hoofdletters geschreven):
- (Souverein) Besluit van 12 december 1813 (tot) afschaffing binnenlandse paspoorten en verdere reglementaire bepalingen ten aanzien van binnen- en buitenlandse paspoorten [1]
- (Souverein) Besluit no. 4 van 26 december 1813 waarin de koers van een goude muntstuk, namelijk het Brunswijkse 5-talerstuk van 1813 met het wapen van de koning van Groot-Brittannië werd vastgesteld op 9 gulden en 15,5 stuivers.[2]